# Pamela Jiles
Pamela Theresa »Pam« Jiles, ameriška atletinja, * 10. julij 1955, New Orleans, ZDA.
Nastopila je na olimpijskih igrah leta 1976 ter osvojila naslov olimpijske podprvakinje v štafeti 4×400 m. Na panameriških igrah je leta 1975 osvojila zlati medalji v teku na 100 m in štafeti 4×100 m ter srebrno medaljo v teku na 200 m.